# Vila Rubim
A Vila Rubim é um bairro que está localizado na região do Centro de Vitória, no município de Vitória e tem como vizinhos os bairros Ilha do Príncipe, Caratoíra, Morro do Quadro, Morro do Alagoano e Boa Vista .

## História
Em junho de 1895, o então chamado Governo Municipal, tinha as mesmas atribuições das atuais câmaras municipais, sob a presidência de Cleto Nunes, que executava obras municipais no governo de Muniz Freire. Cleto aprovou plantas de arruamento nos morros anexos à Vila Moscoso, pertencentes a Companhia Torrens. Essa empresa assinou contrato com o Governo Municipal para realizar obras no município, como o abastecimento de água à população, por exemplo, dando início a construção dos alicerces do grande reservatório no morro de Santa Clara. No dia 16 de setembro de 1895, Cleto Nunes propôs que a então "Cidade de Palha" se denominasse "Vila Rubim" como homenagem ao governador da capitania de 1812 a 1819.  O apelido "Cidade de Palha" se denominou pela predominância da pobreza local com casebres que abrigavam famílias provenientes do interior do Espírito Santo (estado) e de outros estados. 
Quem governava a capitania era Francisco Alberto Rubim da Fonseca desde 5 de outubro de 1812, nomeado em 12 de junho do mesmo ano. Rubim abriu estradas e incentivou o povoamento local. Além disso, Rubim investiu em regiões como a de Viana onde fundou e colonizou o chamado "Sertão de Santo Agostinho" e a construção de um hospital na Ilha do Príncipe.
Francisco deixou o governo do Espírito Santo em 23 de dezembro de 1819, logo depois assumindo a capitania do Ceará em 13 de julho de 1820. 